# Abderrahim Berriah
Abderrahim Berriah (né le 19 janvier 1988) est un joueur de handball algérien. Il évolue au sein du Tremblay Handball et de l'équipe nationale d'Algérie,,
Il participe notamment au Championnat du monde 2015.

## Palmarès

### avec les Clubs
- Champion d'Algérie en 2014 avec le GS Pétroliers
- Vainqueur de la Coupe d'Algérie en 2014 avec le GS Pétroliers
- Champion de Tunisie en 2011 avec le Étoile du Sahel
- Vainqueur de la Coupe de Tunisie en 2010 avec le Étoile du Sahel
- Vainqueur de la Ligue des champions d'Afrique en 2010 avec le Étoile du Sahel
- Vainqueur de la Coupe d'Afrique des vainqueurs de coupe en 2012 avec le Étoile du Sahel

### avec l'Équipe d'Algérie
Championnat du monde de handball
- 19e place au championnat du monde 2009 ( Croatie)
- 15e place au championnat du monde 2011 ( Suède)
- 17e place au championnat du monde 2013 ( Espagne)
- 24e place au championnat du monde 2015 ( Qatar)
- 22e place au Championnat du monde 2021 ( Égypte)

Championnat du monde jeunes
- 14e place au Championnat du monde jeunes 2007 ( Bahreïn)

Championnat d'Afrique
- Médaille d'bronze au championnat d'Afrique 2008 ( Angola)
- Médaille d'bronze au championnat d'Afrique 2010 ( Égypte)

- Médaille d'or au championnat d'Afrique 2014 ( Algérie)
- Demi-finaliste au Championnat d'Afrique 2016 ( Égypte)
- 6e place au Championnat d'Afrique 2018 ( Gabon)
- Médaille d'bronze au Championnat d'Afrique  2020 ( Tunisie)

Autres
- Médaille d'bronze  aux Jeux africains de 2011